# (9645) Grünewald
(9645) Grünewald ist ein Asteroid des Hauptgürtels, der am 5. Januar 1995 vom deutschen Astronomen Freimut Börngen an der Thüringer Landessternwarte Tautenburg (IAU-Code 033) im Tautenburger Wald in Thüringen entdeckt wurde.
Der Asteroid wurde am 2. April 1999 nach dem deutschen Maler und Grafiker Matthias Grünewald (~1480–1530) benannt, der als bedeutender deutscher Vertreter der Renaissance gilt.